# NGC 3341
NGC 3341 ist eine verschmelzende Galaxie mit aktivem Galaxienkern vom Hubble-Typ P im Sternbild Sextant südlich des Himmelsäquators. Sie ist schätzungsweise 361 Millionen Lichtjahre von der Milchstraße entfernt und hat einen Durchmesser von etwa 130.000 Lj.

Im selben Himmelsareal befinden sich die Galaxien NGC 3326, NGC 3337, IC 636.
Das Objekt wurde am 22. März 1865 vom deutschen Astronomen Albert Marth entdeckt.